# خفاش خون‌آشام

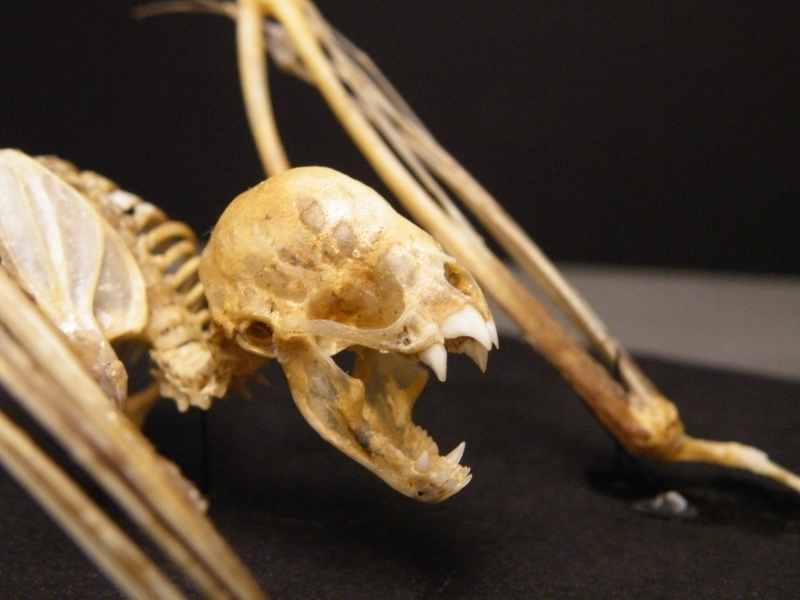
شکل منحصربه‌فرد دندان‌های خفاش خون‌آشام. دندان‌های این خفاش آنچنان تیز است که حتی لمس کردن جمجمه آنها در موزه، باعث بریدگی دست می‌شود

خفاش خون‌آشام یا خفاش وَمپایر (به انگلیسی: Vampire bat) نامی عمومی برای خفاش‌هایی است که خون دیگر جانوران را می‌مکند، تنها سه گونه از این خفاش‌ها از خون تغذیه می‌کنند که هر سۀ آن‌ها، بومی آمریکای مرکزی و جنوبی‌اند.
افسانه‌ها و اسطوره‌ها در تمام جهان، خفاش‌ها را به عنوان اهریمنان خون‌آشام به تصویر می‌کشند.
طول بال این خفاش‌ها (متعلق به طبقهٔ دسمودوس روتوندوس) حدود هشت اینچ و بدن آن‌ها به اندازهٔ انگشت شست آدمی بزرگسال می‌باشد. اگر نوع تغذیه و برنامهٔ غذایی آن‌ها نبود، مردم توجه زیادی به این جانوران کوچک نداشتند. خفاش‌های خون‌آشام از خون پرندگان بزرگ، گله‌ها، اسب‌ها و خوک‌ها تغذیه می‌کنند.
این خفاش‌ها با دندان‌های تیزی که دارند، بریدگی‌های ریزی را در پوست جانوری که خوابیده‌است، ایجاد می‌کنند. بزاق خفاش‌ها دارای ماده‌ای شیمیایی است که از لخته شدن خون جلوگیری می‌کند؛ بنابراین خفاش به آسانی می‌تواند خونی را که در زخم ایجاد شده بمکد. ماده شیمیایی دیگری که در بزاق آن‌ها وجود دارد، مادهٔ بی‌حس‌کننده‌ای است که جلوی بیدار شدن جانور را می‌گیرد.
خفاش‌های خون‌آشام، شکار خود را از طریق صدا، بو و پژواک پیدا می‌کنند. در این هنگام، آن‌ها در یک متری سطح زمین به پرواز در می‌آیند و از حسگرهای ویژهٔ گرمایی استفاده می‌کنند که در بینی‌هایشان قرار دارد و به آن‌ها کمک می‌کند تا سیاهرگ‌هایی را پیدا کنند که به پوست بدن شکارشان نزدیک است.
بزاق این خفاش‌ها در جلوگیری از لخته شدن خون بهتر از هر مادهٔ دارویی دیگر می‌باشد و می‌تواند در پیشگیری حمله‌های قلبی و سکته‌ها کمک مؤثری باشند. به گفته پزشکان، بزاق این جانوران دارای ترکیبی هستند که می‌تواند خون را رقیق کند و در نتیجه لخته‌های خونی را در عروق مغزی حل کرده و از بین ببرد. در حال حاضر، بیشتر انواع سکته‌های مغزی با مصرف داروهای ازبین‌بَرندۀ لخته‌های خونی ظرف ۴ ساعت پس از سکته تحت درمان قرار می‌گیرند. اما دارویی که از بزاق خفاش برای این منظور تولید می‌شود، می‌تواند همین تأثیر را تا ۹ ساعت پس از حمله داشته باشد.
خفاش‌های خون‌آشام یکی از انواع گونه‌هایی است که به عنوان آفت به آن‌ها توجه می‌گردد. اما میلیون‌ها خفاش سودمند وجود دارند که مردم آن‌ها را به اشتباه به جای خفاش‌های خون‌آشام نابودشان می‌کنند.

## نوع‌دوستی
خفاش‌های خون‌آشام گونه‌هایی هستند که در کلونی‌ها زندگی می‌کنند و از خون جانورانی مانند اسب، گاو و خوک تغذیه می‌کنند. پژوهشگران دانشگاه کالیفرنیا، سن دیاگو، نوع‌دوستی را در خفاش‌های خون‌آشام مورد مطالعه قرار دادند. پژوهش‌ها نشان می‌دهد که خفاش‌های خون‌آشام که به خوبی تغذیه می‌شوند، خون شکار خود را با خفاش‌های خون‌آشام گرسنه و با خفاش‌های خون‌آشامی که در گذشته خون طعمه‌هایشان را به آن‌ها می‌دادند، تقسیم می‌کنند. آنها به احتمال زیاد خون طعمه خود را با خفاش‌هایی که با آنها ارتباط نزدیک دارند، به اشتراک می‌گذارند، یعنی نوع‌دوستی ژنتیکی در خفاش‌های خون‌آشام دیده می‌شود. آنها اغلب برای بیماران یا جفت‌های ضعیفی که نتوانستند غذا پیدا کنند، خون را از دهان خود بالا می‌آورند. این رفتار کمک به خفاش‌های دیگر عموماً به‌عنوان «سیستم دوستی» شناخته می‌شود.